# Junior sakkvilágbajnokság

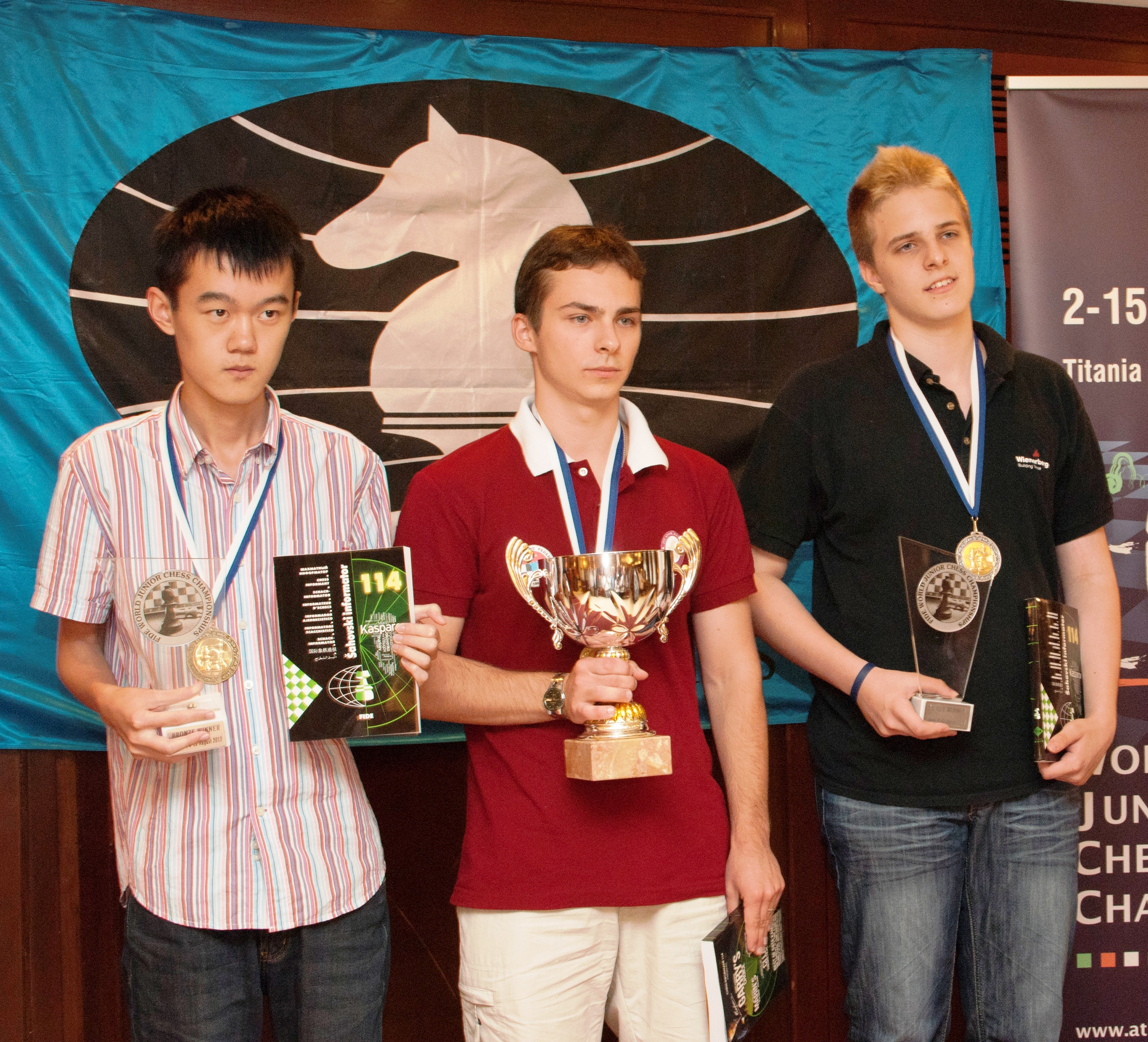
2012 érmesei (balról): Ting Li-zsen, Alexander Ipatov és Rapport Richárd

A junior sakkvilágbajnokság azoknak a fiatal sakkozóknak a versenye, akik az adott év január 1-én még nem töltötték be a 20. életévüket. U20 sakkvilágbajnokság néven is szoktak rá hivatkozni. A Nemzetközi Sakkszövetség (FIDE) minden tagállama egy versenyzőt indíthat, kivéve a rendező országot, amely kettőt.

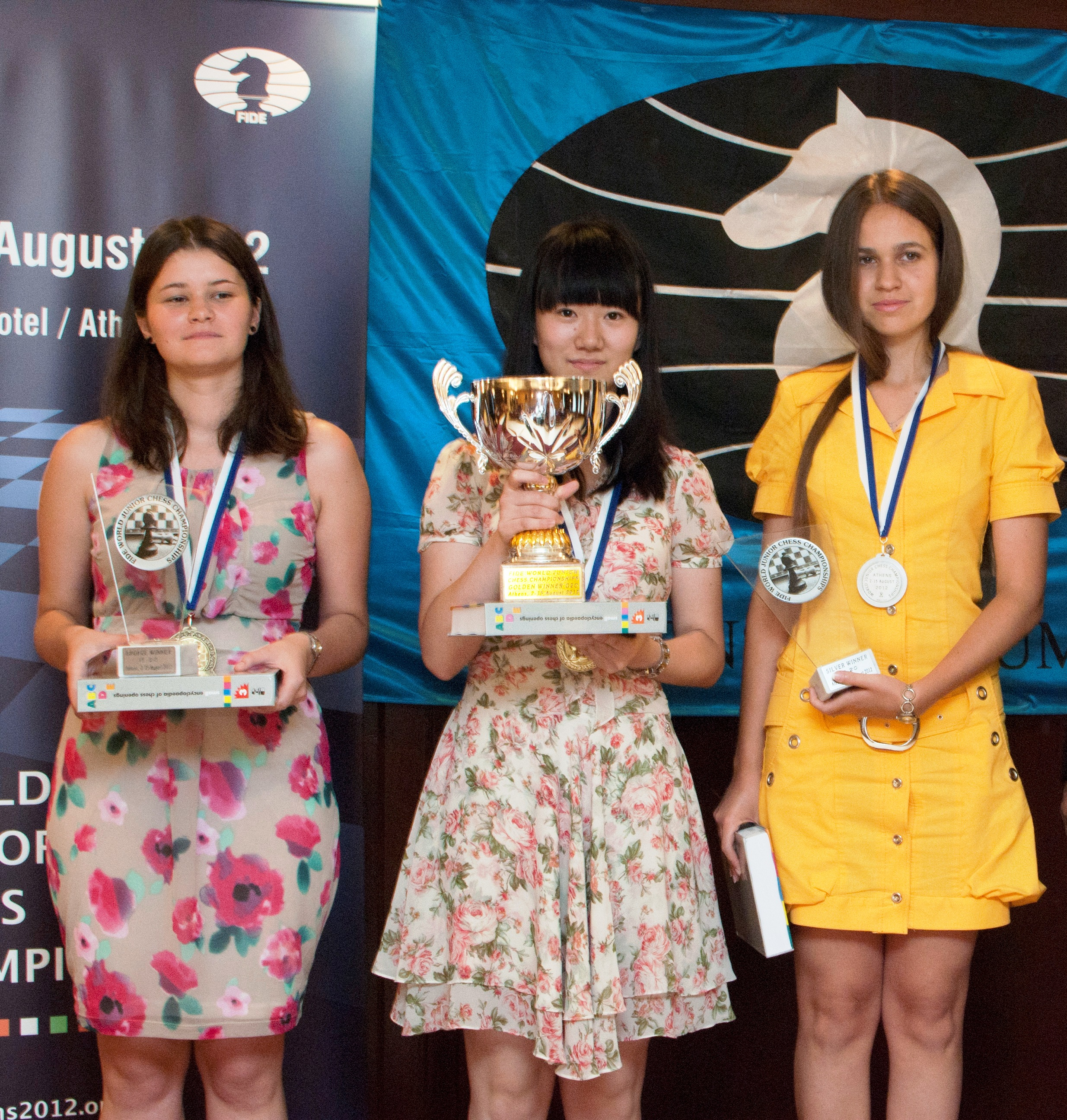
2012 érmesei (balról): Anasztázia Bodnaruk, Guo Qi és Anasztázia Ziaziulkina

## Története
Először 1951-ben rendezték meg, majd ezt követően 1973-ig kétévenként, utána évente került sor az eseményre. 1982-től a lányok részére külön versenyt rendeznek.
Az első versenyt 11 fordulós svájci rendszerben bonyolították le, később áttértek a selejtező versenyek rendezésére, és az ott elért eredmények alapján rendeztek A-döntőt, B-döntőt stb. 1975 óta ismét svájci rendszerben rendezik.
Eleinte a győztes nemzetközi mesteri címet kapott, ha azzal még nem rendelkezett. 1994-től a győztes a nemzetközi nagymester (GM), illetve a női versenyben a női nemzetközi nagymester (WGM) címet kapja, míg a 2. és 3. helyezettek kapnak nemzetközi mesteri (IM), illetve női nemzetközi mesteri (WIM) címet.
A junior sakkvilágbajnokság győztesei közül eddig négyen – Borisz Szpasszkij, Anatolij Karpov, Garri Kaszparov és Visuvanádan Ánand később a felnőtt világbajnoki címet is megszerezték.

## Kiemelkedő magyar eredmények
A magyarok több alkalommal is szép eredményeket értek el. 
A junior fiúk versenyében

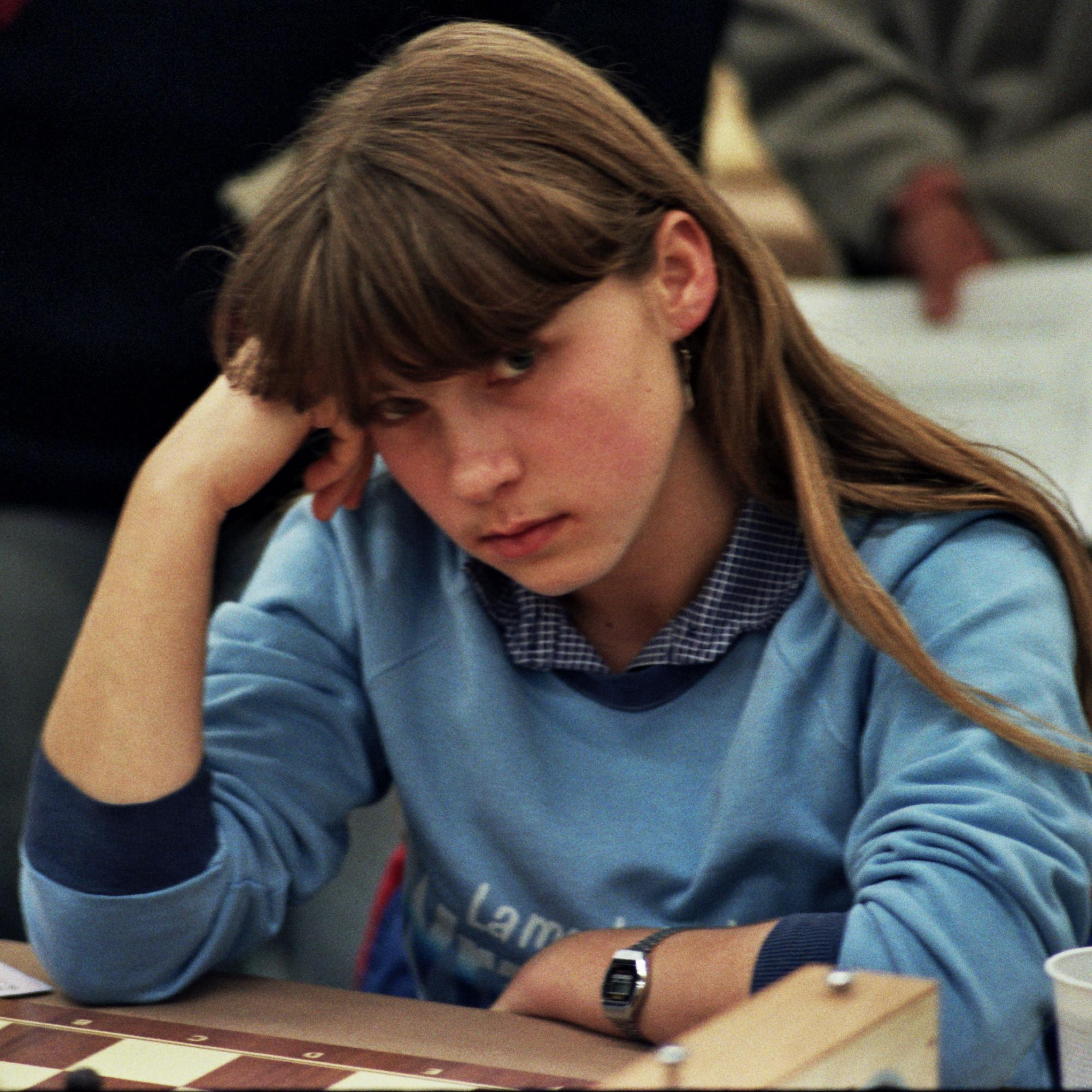
Mádl Ildikó 1986 junior világbajnoka, 1989 ezüstérmese, 1985 bronzérmese

- 1. helyezés, ezzel junior világbajnok: 
  - 2001: Ács Péter
- 2. helyezés: 
  - 1969: Adorján András
  - 1971: Ribli Zoltán
  - 1994: Polgár Zsófi
  - 2005: Berkes Ferenc
  - 2012: Rapport Richárd
  - 2022: Kozák Ádám
- 3. helyezés: 
  - 1996: Gyimesi Zoltán (2-3. helyen holtversenyben)

A junior lányok versenyében
- 1. helyezés, ezzel junior világbajnok: 
  - 1986: Mádl Ildikó
  - 1998: Hoang Thanh Trang, az akkor már 8 éve Magyarországon élő, bár azon a versenyen vietnami színekben induló kettős állampolgár)
- 2. helyezés: 
  - 1989: Mádl Ildikó
- 3. helyezés: 
  - 1982: Kovács Márta
  - 1985: Mádl Ildikó
  - 1999: Vajda Szidónia

## U-20 fiú világbajnokságok győztesei
| No. | Év   | Helyszín            | Győztes                | Ország                    |
| --- | ---- | ------------------- | ---------------------- | ------------------------- |
| 1   | 1951 | Coventry/Birmingham | Boriszlav Ivkov        | Jugoszlávia               |
| 2   | 1953 | Koppenhága          | Oscar Panno            | Argentína                 |
| 3   | 1955 | Antwerpen           | Borisz Szpasszkij      | Szovjetunió               |
| 4   | 1957 | Toronto             | William Lombardy       | Amerikai Egyesült Államok |
| 5   | 1959 | Münchenstein        | Carlos Bielicki        | Argentína                 |
| 6   | 1961 | Hága                | Bruno Parma            | Jugoszlávia               |
| 7   | 1963 | Vrnjačka Banja      | Florin Gheorghiu       | Románia                   |
| 8   | 1965 | Barcelona           | Bojan Kurajica         | Jugoszlávia               |
| 9   | 1967 | Jeruzsálem          | Julio Kaplan           | Puerto Rico               |
| 10  | 1969 | Stockholm           | Anatolij Karpov        | Szovjetunió               |
| 11  | 1971 | Athén               | Werner Hug             | Svájc                     |
| 12  | 1973 | Teesside            | Alexander Beljavszkij  | Szovjetunió               |
| 13  | 1974 | Manila              | Anthony Miles          | Anglia                    |
| 14  | 1975 | Tjentište           | Valerij Csehov         | Szovjetunió               |
| 15  | 1976 | Groningen           | Mark Diesen            | Amerikai Egyesült Államok |
| 16  | 1977 | Innsbruck           | Artur Juszupov         | Szovjetunió               |
| 17  | 1978 | Graz                | Szergej Dolmatov       | Szovjetunió               |
| 18  | 1979 | Skien               | Yasser Seirawan        | Amerikai Egyesült Államok |
| 19  | 1980 | Dortmund            | Garri Kaszparov        | Szovjetunió               |
| 20  | 1981 | Mexikóváros         | Ognjen Cvitan          | Jugoszlávia               |
| 21  | 1982 | Koppenhága          | Andrej Szokolov        | Szovjetunió               |
| 22  | 1983 | Belfort             | Kiril Georgiev         | Bulgária                  |
| 23  | 1984 | Kiljava             | Curt Hansen            | Dánia                     |
| 24  | 1985 | Sharjah             | Maxim Dlugy            | Amerikai Egyesült Államok |
| 25  | 1986 | Gausdal             | Walter Arencibia       | Kuba                      |
| 26  | 1987 | Baguio              | Visuvanádan Ánand      | India                     |
| 27  | 1988 | Adelaide            | Joël Lautier           | Franciaország             |
| 28  | 1989 | Tunja               | Vaszil Szpaszov        | Bulgária                  |
| 29  | 1990 | Santiago            | Ilya Gurevich          | Amerikai Egyesült Államok |
| 30  | 1991 | Mamaia              | Vladimir Hakobján      | Szovjetunió               |
| 31  | 1992 | Buenos Aires        | Pablo Zarnicki         | Argentína                 |
| 32  | 1993 | Kozsíkóde           | Igor Miladinović       | Jugoszlávia               |
| 33  | 1994 | Caiobá              | Helgi Grétarsson       | Izland                    |
| 34  | 1995 | Halle               | Roman Slobodjan        | Németország               |
| 35  | 1996 | Medellín            | Emil Sutovsky          | Izrael                    |
| 36  | 1997 | Żagań               | Tal Shaked             | Amerikai Egyesült Államok |
| 37  | 1998 | Kozsíkóde           | Darmen Sadvakasov      | Kazahsztán                |
| 38  | 1999 | Jereván             | Aleksandr Galkin       | Oroszország               |
| 39  | 2000 | Jereván             | Lázaro Bruzón          | Kuba                      |
| 40  | 2001 | Athén               | Ács Péter              | Magyarország              |
| 41  | 2002 | Goa                 | Levon Aronján          | Örményország              |
| 42  | 2003 | Nahicseván          | Şəhriyar Məmmədyarov   | Azerbajdzsán              |
| 43  | 2004 | Koccsi              | Pendjála Harikrisna    | India                     |
| 44  | 2005 | Isztambul           | Şəhriyar Məmmədyarov   | Azerbajdzsán              |
| 45  | 2006 | Jereván             | Zaven Andriasian       | Örményország              |
| 46  | 2007 | Jereván             | Ahmed Adly             | Egyiptom                  |
| 47  | 2008 | Gaziantep           | Abhijeet Gupta         | India                     |
| 48  | 2009 | Puerto Madryn       | Maxime Vachier-Lagrave | Franciaország             |
| 49  | 2010 | Chotowa             | Dimitrij Andreikin     | Oroszország               |
| 50  | 2011 | Csennai             | Dariusz Świercz        | Lengyelország             |
| 51  | 2012 | Athén               | Alexander Ipatov       | Törökország               |
| 52  | 2013 | Kocaeli             | Jü Jang-ji             | Kína                      |
| 53  | 2014 | Púne                | Lu Shanglei            | Kína                      |
| 54  | 2015 | Hanti-Manszijszk    | Mihail Antipov         | Oroszország               |
| 55  | 2016 | Bhuvanesvar         | Jeffery Xiong          | Amerikai Egyesült Államok |
| 56  | 2017 | Tarvisio            | Aryan Tari             | Norvégia                  |
| 57  | 2018 | Gebze               | Parham Maghsoodloo     | Irán                      |
| 58  | 2019 | Delhi               | Jevhen Stembuljak      | Ukrajna                   |
| 59  | 2022 | Cala Gonone         | Abdulla Gadimbayli     | Azerbajdzsán              |
| 60  | 2023 | Mexikóváros         | Marc'Andria Maurizzi   | Franciaország             |
| 61  | 2024 | Gandhinagar         | Kazybek Nogerbek       | Kazahsztán                |
| 62  | 2025 | Petrovac, (Budva)   | Pranav Venkatesh       | India                     |

## U-20 lány világbajnokságok győztesei
| No. | Év   | Helyszín          | Győztes                   | Ország                 |
| --- | ---- | ----------------- | ------------------------- | ---------------------- |
| 1   | 1982 | Zenta             | Agnieszka Brustman        | Lengyelország          |
| 2   | 1983 | Mexikóváros       | Fliura Khasanova          | Szovjetunió            |
| 3   | 1985 | Dobrna            | Ketevan Arakhamia         | Szovjetunió            |
| 4   | 1986 | Vilnius           | Mádl Ildikó               | Magyarország           |
| 5   | 1987 | Baguio            | Camilla Baginskaite       | Szovjetunió            |
| 6   | 1988 | Adelaide          | Alisza Galljamova         | Szovjetunió            |
| 7   | 1989 | Tunja             | Ketino Kachiani           | Szovjetunió            |
| 8   | 1990 | Santiago          | Ketino Kachiani           | Szovjetunió            |
| 9   | 1991 | Mamaia            | Nataša Bojković           | Jugoszlávia            |
| 10  | 1992 | Buenos Aires      | Krystyna Dąbrowska        | Lengyelország          |
| 11  | 1993 | Kozsíkóde         | Nino Khurtsidze           | Grúzia                 |
| 12  | 1994 | Caiobá            | Csu Csen                  | Kína                   |
| 13  | 1995 | Halle             | Nino Khurtsidze           | Grúzia                 |
| 14  | 1996 | Medellín          | Csu Csen                  | Kína                   |
| 15  | 1997 | Żagań             | Harriet Hunt              | Anglia                 |
| 16  | 1998 | Kozsíkóde         | Hoang Thanh Trang         | Magyarország · Vietnám |
| 17  | 1999 | Jereván           | Maria Kouvatsou           | Görögország            |
| 18  | 2000 | Jereván           | Hszü Jüan-jüan            | Kína                   |
| 19  | 2001 | Athén             | Kónéru Hanpi              | India                  |
| 20  | 2002 | Goa               | Csao Hszüe                | Kína                   |
| 21  | 2003 | Nahicseván        | Nana Dzagnidze            | Grúzia                 |
| 22  | 2004 | Koccsi            | Jekatyerina Korbut        | Oroszország            |
| 23  | 2005 | Isztambul         | Elisabeth Pähtz           | Németország            |
| 24  | 2006 | Jereván           | Sen Jang                  | Kína                   |
| 25  | 2007 | Jereván           | Vera Nebolsina            | Oroszország            |
| 26  | 2008 | Gaziantep         | Drónavalli Hárika         | India                  |
| 27  | 2009 | Puerto Madryn     | Soumya Swaminathan        | India                  |
| 28  | 2010 | Chotowa           | Anna Muzicsuk             | Szlovénia              |
| 29  | 2011 | Csennai           | Deysi Cori                | Peru                   |
| 30  | 2012 | Athén             | Kuo Csi                   | Kína                   |
| 31  | 2013 | Kocaeli           | Alekszandra Gorjacskina   | Oroszország            |
| 32  | 2014 | Púne              | Alekszandra Gorjacskina   | Oroszország            |
| 33  | 2015 | Hanti-Manszijszk  | Natalija Buksza           | Ukrajna                |
| 34  | 2016 | Bhuvanesvar       | Dinara Saduakassova       | Kazahsztán             |
| 35  | 2017 | Tarvisio          | Zhansaya Abdumalik        | Kazahsztán             |
| 36  | 2018 | Gebze             | Alekszandra Malcevszakaja | Oroszország            |
| 37  | 2019 | Delhi             | Polina Suvalova           | Oroszország            |
| 38  | 2022 | Cala Gonone       | Govhar Beydullayeva       | Azerbajdzsán           |
| 39  | 2023 | Mexikóváros       | Candela Francisco         | Argentína              |
| 40  | 2024 | Gandhinagar       | Divja Desmukh             | India                  |
| 41  | 2025 | Petrovac, (Budva) | Anna Suhman               | Oroszország            |

## Lásd még
- Ifjúsági sakkvilágbajnokság
- Junior sakk-Európa-bajnokság
- Ifjúsági sakk-Európa-bajnokság